# Blaue Köpfe
Die Blauen Köpfe sind ein 3061 m ü. A. hoher Berggipfel der Glocknergruppe in Osttirol. Sie wurden erstmals 1857 von Josef Anton Specht, Albert Wachtler mit Christian Ranggetiner im Zuge einer Überschreitung der Langen Wand bis zur Adlersruhe begangen.

## Lage
Die Blauen Köpfe liegen im Süden der Glocknergruppe in der Kernzone des Nationalparks Hohe Tauern. Sie befindet sich im Nordosten der Gemeinde Kals am Großglockner nahe der Grenze zu Kärnten. Bei den Blauen Köpfen handelt es sich um eine Kette von Gipfeln und Gratzacken, von denen drei Gipfel als selbständige Dreitausender gelten können. Sie weisen eine Höhe von 3135 m ü. A., 3080 m ü. A. bzw. 3061 m ü. A., wobei sich der höchste Gipfel im Norden und der niedrigste Gipfel im Süden befindet. Während der Alpenvereinsführer den höchsten dieser drei Gipfel als Hauptgipfel ausweist, wird in der Österreichischen Karte (ÖK 50) der niedrigste, südlichste Gipfel als Hauptgipfel ausgewiesen. Die Blauen Köpfe liegen an einem langgezogenen Südgrat, der sich von der Adlersruhe (3451 m ü. A.) über die Blauen Köpfe (auch Blaukopfgrat) und die Lange Wand (3087 m ü. A.) bis zur Pfortscharte (2828 m ü. A.) zieht. Im Norden werden die Blauen Köpfe von der Burgwartscharte (3104 m ü. A.) und dem Blauen Schartl (3182 m ü. A.) getrennt, im Süden bildet die Kristallscharte (2973 m ü. A.) die Abgrenzung zur Langen Wand. Westlich erstreckt sich das Ködnitzkees. Nahe der Blauköpfe liegen neben der Erzherzog-Johann-Hütte im Norden die Stüdlhütte im Westen, die Salmhütte im Osten und die Glorer Hütte im Süden. Nächstgelegenes Tal ist das südlich gelegene Tal des Ködnitzbaches.

## Aufstiegsmöglichkeiten
Die Blauen Köpfe werden äußerst selten begangen und haben lediglich eine historisch alpinistische Relevanz. Sie werden gelegentlich von Gipfelsammlern begangen, wobei sich ein Anstieg aus dem Leitertal anbietet. Die Gipfel der Blauen Köpfe sind allesamt nur durch Kletterei (II-III) erreichbar, auf einem der Gipfel befindet sich eine Stütze der Materialseilbahn zur Adlersruhe.